# Ɠ
Ɠ (kleingeschrieben ɠ) ist ein Buchstabe des lateinischen Schriftsystems. Er besteht aus einem G mit einem Haken, der wahlweise links oder rechts positioniert werden kann. Er ist im Afrika-Alphabet enthalten und wird in wenigen afrikanischen Sprachen, wie z. B. Kpelle verwendet. Im internationalen phonetischen Alphabet stellt der Kleinbuchstabe ɠ den stimmhaften velaren Implosiv dar.

## Darstellung auf dem Computer
Unicode enthält das große Ɠ im Unicodeblock Lateinisch, erweitert-B am Codepunkt U+0193 und das kleine ɠ im Unicodeblock IPA-Erweiterungen am Codepunkt U+0260.